# British Rail Class 390
British Rail Class 390 (также известен под названием Pendolino)—британский скоростной электропоезд, произведённый французской компанией Alstom. Всего было построено 57 поездов этого типа. Эксплуатируется компанией Virgin Trains. Было создано две модификации: 390 (базовый, выпускался в 2001-2004-х годах) и 390/1 (число вагонов увеличено до 11, выпускался с 2009-го до 2011 года).

## Катастрофы
- 23 февраля 2007 — поезд Пендолино потерпел крушение у городка Грейригг, совершая рейс из Лондона в Глазго. Из 115 пассажиров и членов локомотивной бригады 1 человек погиб, 88 — ранены.